# Trường Trung học phổ thông chuyên Bắc Ninh
Trường Trung học phổ thông Chuyên Bắc Ninh (Bac Ninh Specialized High School) là một trường trung học phổ thông công lập của tỉnh Bắc Ninh, thành lập năm 1995, tuyển chọn và đào tạo học sinh năng khiếu cấp Trung học phổ thông các môn văn hóa, ngoại ngữ trên địa bàn toàn tỉnh Bắc Ninh.
Trường THPT Chuyên Bắc Ninh được thành lập từ năm 1995, tiền thân là Trường THPT Năng khiếu thị xã Bắc Ninh, sau đổi tên thành Trường THPT Năng khiếu Hàn Thuyên, sau này đổi lại theo quyết định của Bộ GD&ĐT là Trường Trung học phổ thông Chuyên Bắc Ninh.

## Tổng quát
Sau hơn 30 năm xây dựng và trưởng thành, từ 3 lớp, 12 giáo viên và 44 học sinh, cơ sở vật chất còn nhiều thiếu thốn, đến năm 2015, nhà trường đã có 94 cán bộ, giáo viên, 28 lớp (hiện tại trường có 36 lớp học) với hơn 750 học sinh ở 9 môn chuyên. Chất lượng đội ngũ cán bộ, giáo viên nhà trường không ngừng được nâng lên qua từng năm học, đóng góp không nhỏ vào thành tích của ngành giáo dục tỉnh về đào tạo học sinh giỏi Quốc gia, quốc tế.
Trải qua hơn 3 thập kỉ xây dựng và phát triển, ngay khi mới thành lập Trường THPT Chuyên Bắc Ninh được tỉnh và Sở GD-ĐT quan tâm mọi mặt với mục tiêu chiến lược là xây dựng nơi đây thành địa chỉ tin cậy phát hiện, đào tạo và bồi dưỡng tài năng trẻ của quê hương, là biểu tượng cho truyền thống vùng đất hiếu học Bắc Ninh - Kinh Bắc thời đổi mới.
Với mục tiêu đó, trường sớm được đầu tư xây dựng cơ sở vật chất hiện đại, trở thành trường chuẩn Quốc gia đầu tiên khối THPT của tỉnh (năm 2005). Đội ngũ cán bộ quản lý, giáo viên và học sinh của trường cũng được hưởng nhiều chính sách đãi ngộ riêng của tỉnh so với các trường công lập cùng cấp. Việc tuyển dụng giáo viên cũng do trường tham mưu với Sở GD-ĐT và UBND tỉnh, theo yêu cầu của trường trọng điểm chất lượng cao, được tính toán rất kỹ càng.

## Thành tích dạy và học
- Là Trường chuẩn Quốc gia đầu tiên khối THPT tỉnh Bắc Ninh (năm 2005).
- Nhiều năm qua, tỷ lệ học sinh đỗ tốt nghiệp 100%, 5 năm gần đây tỷ lệ đỗ ĐH công lập luôn đạt từ 98% trở lên, riêng năm 2015 trường có 100% học sinh trúng tuyển ĐH công lập nguyện vọng 1. Năm 2015 trường giành kết quả cao trong kỳ thi chọn học sinh giỏi Quốc gia, Quốc tế với 4 giải Nhất, 16 giải Nhì, 15 giải Ba và 8 giải Khuyến khích, xếp thứ 4 toàn quốc[2], trong đó có 1 thí sinh là em Trần Đình Hiếu giành Huy chương Bạc Olympic Hóa Quốc tế[3]. Với thâm niên 20 năm tham gia bồi dưỡng học sinh giỏi Quốc gia, ông Vương Bá Huy, Phó Hiệu trưởng từng chia sẻ: "Nói đến chất lượng giáo dục mũi nhọn, người ta thường tự hào ở 3 điểm: Số giải Nhất Quốc gia - Tỷ lệ thí sinh đạt giải - Số thí sinh đạt giải Olympic Quốc tế". Như vậy kết quả của đội tuyển tỉnh năm 2015 đã hội tụ đủ 3 yếu tố trên. Năm 2015 Bắc Ninh xếp thứ 4 toàn quốc về chất lượng thi học sinh giỏi Quốc gia, Quốc tế.
- Năm học 2014-2015 trường được UBND tỉnh tặng Cờ thi đua xuất sắc, dẫn đầu khối các trường THPT của tỉnh Bắc Ninh.
- Thành tích bồi dưỡng HSG sau 20 năm (tính đến 2015): Thi Quốc tế đạt 2 huy chương Bạc môn Hóa Học, 2 huy chương Đồng môn Toán. Thi quốc gia đạt 688 giải: 18 giải Nhất, 139 giải Nhì, 260 giải Ba và 261 giải Khuyến Khích.
- Đạt thành tích cao và luôn đứng TOP đầu trong Kỳ thi học sinh giỏi các Trường Chuyên Khu Vực Duyên Hải và Đồng Bằng Bắc Bộ.
- Trong các kỳ thi tuyển sinh Đại Học trường THPT Chuyên Bắc Ninh luôn nằm trong TOP đầu những trường có điểm thi vào Đại Học cao nhất cả nước. Năm 2009 TOP 16/200[4], năm 2010 TOP 15/200[5], năm 2011 TOP 6/200[6], năm 2012 TOP 14/200[7],....
- Tháng 11-2015, Trường vinh dự được Chủ tịch nước tặng thưởng Huân chương Lao động hạng Nhì.[cần dẫn nguồn]
- Các hoạt động văn hóa, văn nghệ, thể dục, thể thao với nội dung phong phú, bổ ích, lành mạnh luôn được nhà trường quan tâm, đẩy mạnh.
- Cựu học sinh của nhà trường có những người đã đạt danh hiệu Thủ khoa tốt nghiệp các trường Đại học uy tín hàng đầu trong cả nước.
- Năm học 2021-2022, trường THPT Chuyên Bắc Ninh đạt thành tích xuất sắc nhất, toàn diện nhất kể từ khi tái lập tỉnh. Tại kỳ thi học sinh giỏi Quốc gia, các đội tuyển tỉnh (100% là học sinh nhà trường) vinh dự dẫn đầu toàn quốc về tỷ lệ thí sinh dự thi đạt giải (67/76 thí sinh dự thi đạt giải, chiếm 88,2%) và số giải Nhất Quốc gia (10 giải); đạt 2 giải Olympic Vật lý khu vực Châu Âu và Châu Á – Thái Bình Dương; lần đầu tiên có học sinh dự thi và đạt Huy chương Bạc kỳ thi Olympic Vật lý Quốc tế…  Tại kỳ thi tốt nghiệp THPT năm 2022, thủ khoa toàn quốc khối C có tổng điểm cao nhất từ trước đến nay cũng là học sinh THPT Chuyên Bắc Ninh. Đó là em Nguyễn Hương Giang, đạt 29.75 điểm (Ngữ văn 9,75, Lịch sử 10, Địa lý 10). Ngoài thủ khoa toàn quốc, 4/5 thủ khoa cấp tỉnh đều là học sinh trường THPT Chuyên Bắc Ninh, đó là: Ong Xuân Sơn, lớp 12 Toán 2, thủ khoa cấp tỉnh khối A (29,25 điểm); Nguyễn Đình Tuấn Anh, lớp 12 Toán 2, thủ khoa cấp tỉnh khối A1 (28,95 điểm); Đào Tiến Thành, lớp 12 Toán 1, thủ khoa cấp tỉnh các khối B (28,30 điểm), Khối D (28,25 điểm) và Khối D7 (28,25 điểm); Nguyễn Thị Như Quỳnh, lớp 12 Anh 2, thủ khoa cấp tỉnh Khối D (28,25 điểm).

## Địa điểm

#### Trước năm học 2016-2017
Tọa lạc tại 01 Đỗ Trọng Vỹ, phường Ninh Xá, thành phố Bắc Ninh, tỉnh Bắc Ninh.

#### Từ năm học 2016-2017
Năm 2014, Trường THPT Chuyên Bắc Ninh được khởi công xây mới tại khu đô thị Hồ Ngọc Lân, phường Kinh Bắc (TP Bắc Ninh). Nói đây là công trình mang tầm nhìn chiến lược của lãnh đạo tỉnh vì khi quyết định xây mới, không ít ý kiến các ngành băn khoăn vì quy mô lẫn kinh phí xây dựng đều "vượt chuẩn". Tuy nhiên đồng chí Nguyễn Tử Quỳnh khi đó là Phó Chủ tịch Thường trực UBND tỉnh quyết đoán cho rằng, Trường THPT Chuyên Bắc Ninh xứng đáng và cần thiết được đầu tư hiện đại như vậy, đây không phải một công trình trường học đơn thuần, mà còn là một công trình văn hóa tiêu biểu có ý nghĩa, có giá trị văn hoá lâu bền của một tỉnh công nghiệp phát triển vốn tự hào với truyền thống hiếu học. Công trình còn là điểm nhấn cảnh quan đô thị thành phố Bắc Ninh văn minh hiện đại … Sau 4 năm, quyết định đó nhận được sự đồng thuận cao của đông đảo cán bộ và nhân dân trong tỉnh.
Được đầu tư xây dựng mới tại địa chỉ Đường Ngô Sĩ Liên thuộc khu đô thị Hồ Ngọc Lân 4, phường Kinh Bắc, Thành phố Bắc Ninh. Địa điểm mới của trường THPT Chuyên Bắc Ninh có tổng diện tích diện tích lên tới gần 4 ha bắt đầu hoạt động từ năm học 2016 - 2017 với hệ thống cơ sở vật chất phòng học, các công trình phụ trợ và thiết bị, đồ dùng dạy học hiện đại, đáp ứng tốt yêu cầu giảng dạy, học tập của một trường chất lượng cao trong khu vực và toàn quốc. Công trình có tổng mức đầu tư 600 tỷ đồng (30 triệu USD). Ngày 22 tháng 8 năm 2016, trường sẽ khánh thành tại địa điểm mới thiết kế đồng bộ với kiến trúc độc đáo, hiện đại, quy mô ngang tầm quốc tế và được coi là trường Trung học Phổ thông hiện đại bậc nhất Việt Nam.
Công trình Trường Trung học phổ thông Chuyên Bắc Ninh bao gồm nhà nhà điều hành cao 9 tầng có tổng diện tích sàn 6.600 m2, nhà hội trường cao 3 tầng với diện tích sàn 1.650m2. Các công trình khác như: khối nhà lớp học, thư viện cao 5 tầng (diện tích sàn hơn 12.000 m2), khối nhà ký túc xá cao 12 tầng có diện tích hơn 7.000 m2, nhà tập luyện thể thao có diện tích hơn 3.000 m2 được trang bị cơ sở vật chất hiện đại theo tiêu chuẩn quốc tế, sân thi đấu bóng đá có khán đài theo chuẩn FIFA, khu bể bơi trong nhà, hệ thống sân tập ngoài trời có khán đài, cỏ nhân tạo và sân tập nhiều môn thể thao khác như, nhảy cao, nhảy xa, nhà công vụ, ký túc xá phục vụ nhu cầu nội trú của giáo viên và học sinh. THPT chuyên Bắc Ninh chia tách các khu như lớp học, nhà giám hiệu, nhà đa chức năng, ký túc xá... rất riêng biệt. Cơ sở mới của trường gồm 80 phòng học và nhiều phòng phát triển kỹ năng, khu thể chất, các phòng thí nghiệm phục vụ công tác dạy và học.